# Coquette
Coquette ist ein US-amerikanisches Filmdrama aus dem Jahr 1929. Das Drehbuch basiert auf einem Bühnenstück von George Abbott und Ann Preston Bridgers.

## Handlung
Norma Besant ist die Tochter des Arztes Dr. John Besant und lebt in einer Stadt in den früheren Südstaaten der USA. Norma ist eine lebenslustige Frau und hat viele Verehrer. Einer von ihnen, Michael Jeffrey, ist mittellos, aber ehrenwert. Zwischen Norma und Michael erblüht eine Romanze. Dr. Besant verbietet jedoch die Beziehung und eine mögliche Heirat mit Michael. Er wirft Michael aus dem Haus und nimmt seiner Tochter das Versprechen ab, ihn nie wieder zu sehen. Doch Norma und Michael haben sich geschworen, in sechs Monaten zu heiraten, wenn er in der Lage ist, ein Haus zu kaufen.
Nach einigen Monaten kehrt Michael zurück und trifft sich heimlich mit Norma. Doch das Paar wird gesehen. In der Stadt entsteht blühender Klatsch über Norma. Michael ist über das Gerede wütend und will trotz des Verbotes des Vaters um Normas Hand anhalten. Mit dem Vater kommt es zu einem heftigen Streit. Michael verlässt das Haus mit der Drohung, zusammen mit Norma wegzuziehen. Dr. Besant folgt ihm mit einer Pistole in der Hand. Normas Bruder Jimmy versucht, sie zu beruhigen. Doch ein Bekannter, Stanley, taucht auf und informiert sie, dass Michael von ihrem Vater niedergeschossen wurde. Norma eilt zu Michael, der in ihrem Armen stirbt.
Der Anwalt ihres Vaters bittet sie, eine Falschaussage zu machen. Norma weigert sich, doch bei der Verhandlung sagt sie doch falsch aus, um die drohende Todesstrafe für ihren Vater zu verhindern. Im Kreuzverhör gerät Norma unter Druck. Ihr Vater fordert sie auf, nicht für ihn zu lügen. Dr. Besant gesteht seine Schuld und ist bereit, den Preis dafür zu zahlen. Er greift sich die Pistole, die als Beweisstück auf einem Tisch liegt, und tötet sich selbst. Stanley will Norma nach Hause bringen, doch sie will alleine sein.

## Kritik
Mordaunt Hall von der New York Times schrieb, dass weder die Regie noch die Mitarbeit am Drehbuch von Sam Taylor Phantasie und Vorstellungskraft zeige. Mary Pickford mit ihrer Ernsthaftigkeit rette den Film.

## Auszeichnungen
Bei der zweiten Oscarverleihung 1930 wurde Mary Pickford mit dem Oscar als beste Hauptdarstellerin ausgezeichnet.

## Hintergrund
Die Uraufführung fand am 30. März 1929 statt.
Bei einem geschätzten Budget von etwas unter 500.000 US-Dollar spielte der Film allein in den USA im Jahr 1929 ca. 1,4 Millionen US-Dollar ein.
Für den ersten Tonfilm des bekannten Stummfilmstars Mary Pickford wurde auch Charles Rosher, der jahrelang mit Pickford zusammengearbeitet hat, engagiert. Nach Differenzen mit dem Studio und mit dem Regisseur wurde Rosher gefeuert und durch Karl Struss ersetzt.
Mary Pickfords Gewinn des Oscars sorgte für die erste Kontroverse um den Filmpreis. Ende der 1920er Jahre gehörte Mary Pickford zu den einflussreichsten Leuten in Hollywood. Für das Publikum war sie aber auf ihre Rollen festgelegt. In ihr wurde das nette Mädchen mit den goldenen Locken gesehen, welches sie in ihren Filmen immer darstellte. Nachdem sich der Tonfilm etabliert hatte, witterte Mary die Chance, ihr Image zu wechseln. Zuerst wechselte sie ihre Frisur. Dann entschied sie sich, als ihren ersten Tonfilm den Broadwayerfolg zu verfilmen, mit dem Helen Hayes großen Erfolg hatte. Das Ergebnis war der finanziell erfolgreichste Film ihrer Karriere als Produzentin. Mary wurde daraufhin für den Oscar nominiert. Sie inszenierte die erste Werbekampagne für den Gewinn des Preises. Sie lud die Juroren in ihr Haus ein. Das war zwar nicht weiter schlimm, da sie selber Gründungsmitglied der Academy war. Nach dem Gewinn kamen jedoch Stimmen auf, die diese Aktion kritisierten. Das Auswahlverfahren für die Gewinner wurde daraufhin im folgenden Jahr geändert.